# 约瑟夫·道勒
约瑟夫·道勒（英語：Joseph Dowler，1879年2月1日—1931年2月13日），英国男子拔河运动员。他曾代表英国参加1908年和1912年夏季奥林匹克运动会拔河比赛，获得一枚银牌和一枚铜牌。